# Мефу и Афамба
Мефу и Афамба (фр. Méfou-et-Afamba) — один из 10 департаментов Центрального региона Камеруна. Находится в центральной части региона, занимая площадь в 3 338 км².
Административным центром департамента является город Мфу (фр. Mfou). Граничит с департаментами: От-Санага (на севере и северо-востоке), Ньонг и Мфуму (на востоке), Ньонг и Соо (на юге и юго-востоке), Мефу и Аконо (на юго-западе), Мфунди (на западе) и Лекье (на западе и северо-западе).

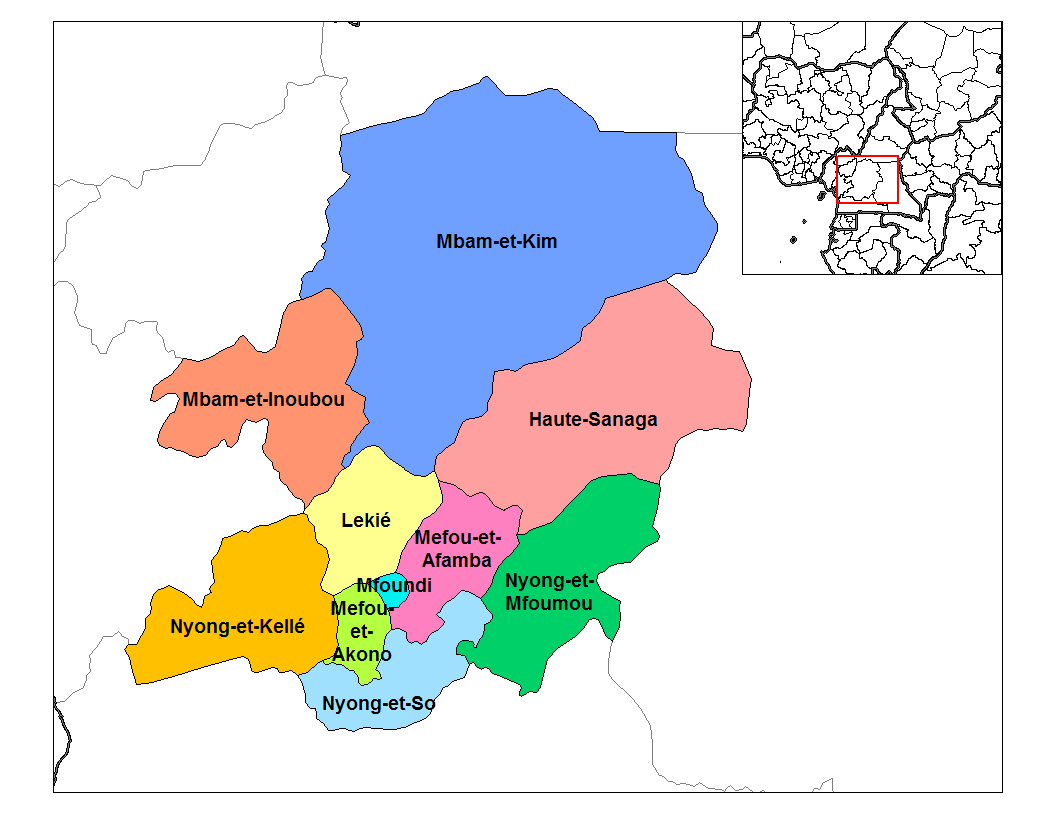
Департамент Мефу и Афамба на карте Центрального региона

## Административное деление
Департамент Мефу и Афамба подразделяется на 8 коммун:
1. Афанлум (фр. Afanloum)
2. Аваэ (фр. Awaé)
3. Эдзендуан (фр. Edzendouan)
4. Эс (фр. Esse)
5. Мфу (фр. Mfou)
6. Нколафамба (фр. Nkolafamba)
7. Олангина (фр. Olanguina)
8. Соа (фр. Soa)